# Arronnes
Arronnes (occitano Arona) es una localidad  y comuna francesa, situada en el departamento del Allier en la región administrativa de Auvernia.

## Demografía
| 316 | 375 | 329 | 329 | 299 | 332 |
| Para los censos de 1962 a 1999 la población legal corresponde a la población sin duplicidades (Fuente: INSEE [Consultar]) |     |     |     |     |     |

(Población sans doubles comptes según la metodología del INSEE).